# Tiberiu Bălan
Tiberiu Gabriel Bălan est un footballeur roumain né le 17 février 1981 à Ocna Mureș évoluant au poste de milieu offensif au sein du Sportul Studențesc Bucarest.

## Biographie

### International
Le 9 février 2005, il effectue sa première sélection en équipe de Roumanie, lors du match Roumanie - Slovaquie (2-2) en match amical en rentrant à la 71e minutes à la place de son compatriote Florentin Petre.

## Palmarès

### Joueur
- Avec Sportul Studențesc :
  - Champion de Roumanie (D2) en 2004.

- Avec Unirea Urziceni :
  - Champion de Roumanie en 2009.